# Mykoła Worony

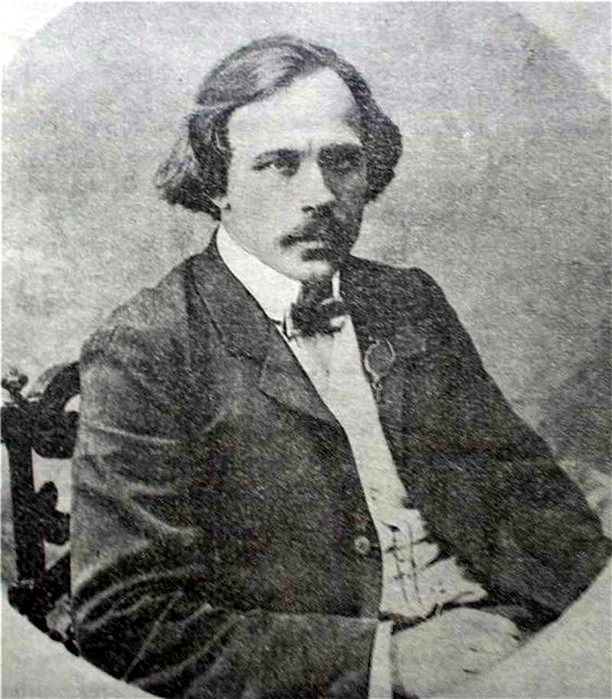
Mykoła Worony

Mykoła Worony (ur. 24 listopada?/6 grudnia 1871, zm. 7 czerwca 1938 w Odessie) – ukraiński poeta, krytyk teatralny i tłumacz. Jeden z założycieli Ukraińskiej Centralnej Rady, jak również jeden z pierwszych przedstawicieli ukraińskiego modernizmu.
W roku 1903 wydał almanach „Z nad chmar i z dołyn”. Worony jest autorem zbiorów wierszy lirycznych (m.in. Liryczni wirszy 1911, W siajwi mrij 1913, Budiwnyky 1930), prac teatrologicznych. Tłumaczył utwory Dantego Alighieri, Juliusza Słowackiego (fragmenty Mazepy), Paula Verlaine’a, Maurice’a Maeterlincka, Heinricha Heinego, Williama Szekspira.
W latach 1921–1926 przebywał w Warszawie i Lwowie, przyjaźnił się z Julianem Tuwimem i Leopoldem Staffem, dyrektor szkoły dramatycznej przy ukraińskim konserwatorium we Lwowie. W 1926 wyjechał do USRR. W 1934 aresztowany przez OGPU jako „polski szpieg”, w latach 1934–1937 na zesłaniu w Woroneżu. W 1937 powrócił z zesłania, pracował jako korektor w obwodzie kirowohradzkim. W okresie wielkiego terroru w roku 1938 ponownie aresztowany przez NKWD i rozstrzelany pod zarzutem szpiegostwa na rzecz Polski z wyroku specjalnej trójki NKWD obwodu odeskiego. Polskie przekłady wierszy Woronego znajdują się w Antologii poezji ukraińskiej (1976).